# Онот
Оно́т (в верхнем течении — Оспа) — река в Бурятии и Иркутской области России. Протекает по территории Окинского и Черемховского районов.
Средний расход воды — 40,3 м³/с.
Река принадлежит Бельскому речному бассейну и является крупным левым притоком реки Малой Белой. Онот берёт своё начало со склонов хребта Китойские Гольцы на высоте более 3200 м.
Протяжённость реки — 153 км, площадь водосборного бассейна — 2270 км². Питание снеговое и дождевое. Среднегодовой расход воды — 40 м³/с. Одна из самых труднодоступных саянских рек. Используется для спортивного сплава, VI категория сложности.
В верхнем течении река обрушивается в каньон водопадом высотой 35—37 м.
Вдоль течения реки расположены населённые пункты Онотского сельского поселения — село Онот и посёлок Ургантуй.
| Средний расход воды (м³/с) реки по месяцам с 1959 по 1990 гг. (замеры производились на гидрологическом посту в 26 км от устья) |

## Данные водного реестра
По данным государственного водного реестра России и геоинформационной системы водохозяйственного районирования территории РФ, подготовленной Федеральным агентством водных ресурсов:
- Бассейновый округ — Ангаро-Байкальский
- Речной бассейн — Ангара
- Речной подбассейн — Ангара до створа гидроузла Братского водохранилища
- Водохозяйственный участок — Белая